# Guyana Neerlandeză

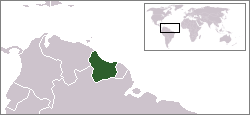
Guyana Neerlandeză

Guyana Neerlandeză este denumirea dată coloniilor neerlandeze, care se află în prezent pe teritoriul Guyanei de azi care este situată pe coasta nordică a Americii de Sud. În jurul anului 1600, coloniștii neerlandezi au format puncte unde practicau cu băștinașii un comerț prin schimb de produse. Aceste locuri de schimb erau mărginite de cursul râurilor Pomeroon la vest și Suriname la est. După ce s-a constituit în anul 1621 Compania Olandeză a Indiilor de Vest (WIC), monopolul asupra comerțului din coloniile  Pomeroon, Essequibo (inclusiv Demerara) și Berbice a fost preluat de  WIC.  Din anul 1674 după pacea de la Westminster cu Anglia, teritoriul Suriname va trece formal în proprietatea Țărilor de Jos și va aparține și el de Guyana Neerlandeză. 
În anul 1815, va avea loc Bătălia de la Waterloo, bătălie decisivă pentru Napoleon. Acest eveniment a permis Marii Britanii sa se concentreze asupra coloniilor. Astfel Guyana Olandeză va fi împărțită în Suriname și colonia engleză Guyana Britanică.